# Ducado de Tetuán

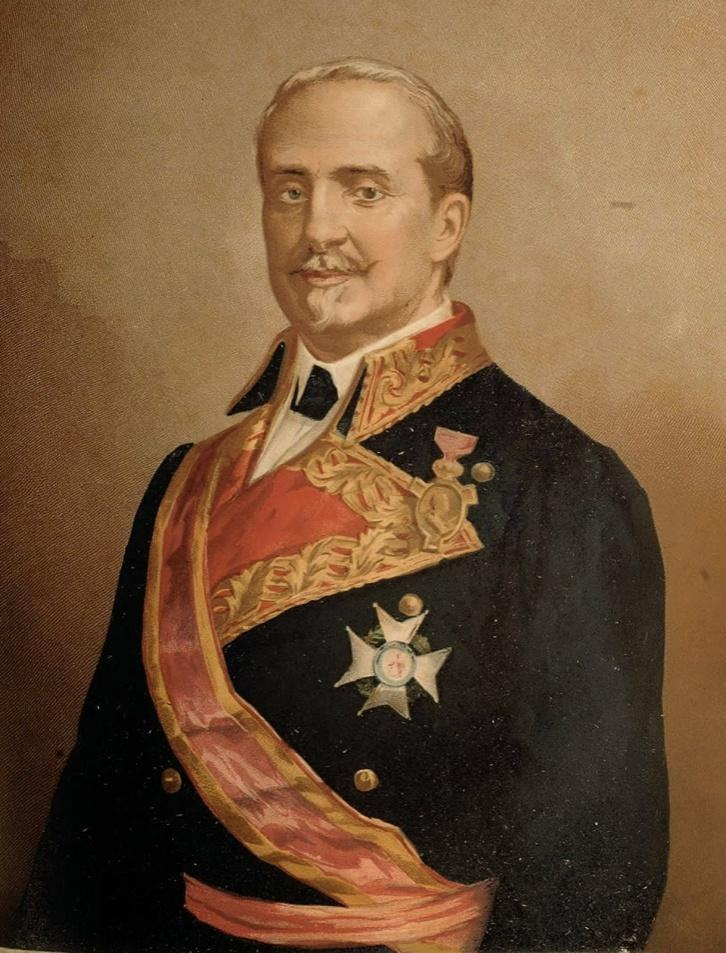
Leopoldo O'Donnell y Jorís, i duque de Tetuán grande de España, i conde de Lucena.

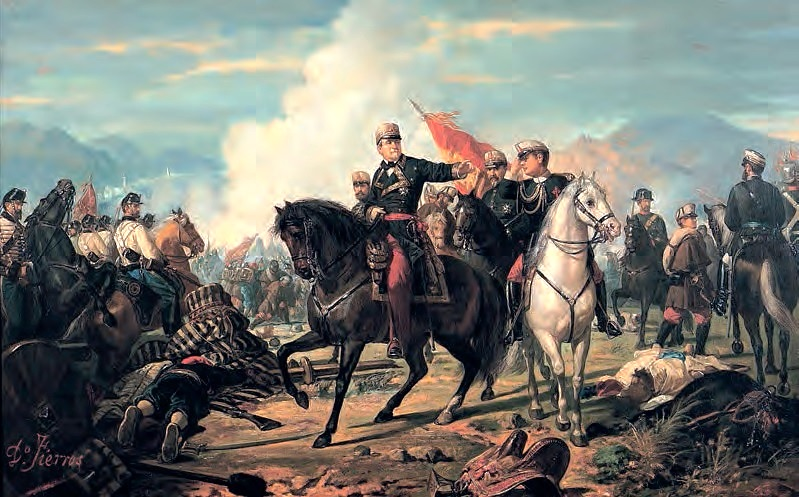
"Batalla de Tetuán", obra de Dionisio Fierros Álvarez.

El ducado de Tetuán es un título nobiliario español creado el 27 de abril de 1860 por la reina Isabel II de España a favor de Leopoldo O'Donnell y Jorís, i conde de Lucena.

## Denominación
Su denominación hace referencia a la batalla de Tetuán, que tuvo lugar durante la guerra hispano-marroquí (1859-1860), en donde el capitán general Leopoldo O'Donnell y Jorís, conquistó para España la plaza de Tetuán, poniendo así fin a las hostilidades que venían ejerciendo las tropas marroquíes sobre las ciudades de Ceuta y Melilla.

## Duques de Tetuán
|                        | Titular                                 | Periodo                |
| Creación por Isabel II | Creación por Isabel II                  | Creación por Isabel II |
| ---------------------- | --------------------------------------- | ---------------------- |
| i                      | Leopoldo O'Donnell y Jorís              | 1860-1867              |
| ii                     | Carlos Manuel O'Donnell y Álvarez-Abreu | 1868-1903              |
| iii                    | Juan O'Donnell y Vargas                 | 1903-1928              |
| iv                     | Juan O'Donnell y Díaz de Mendoza        | 1928-1932              |
| v                      | Blanca O'Donnell y Díaz de Mendoza      | 1935-1952              |
| vi                     | Leopoldo O'Donnell y Lara               | 1953-2004              |
| vii                    | Hugo O'Donnell y Duque de Estrada       | 2005-actual titular    |

## Historia de los duques de Tetuán
- Leopoldo O'Donnell y Jorís (1809-1867), i duque de Tetuán grande de España, i conde de Lucena, i vizconde de Aliaga (se autotituló vizconde de Aliaga, aunque éste era un vizcondado previo).

Casó con Manuela María Bargés y Petre. Sin descendientes. Le sucedió su sobrino paterno:
- Carlos Manuel O'Donnell y Álvarez-Abreu (1834-1903), ii duque de Tetuán grande de España, ii conde de Lucena, ix marqués de Altamira.  Mayordomo mayor del Rey Amadeo I.

Casó con María Josefa de Vargas y Díez de Bulnes, Dama de compañía de la Reina María Victoria. Le sucedió su hijo:
- Juan O'Donnell y Vargas (1864-1928), iii duque de Tetuán grande de España, iii conde de Lucena.

Casó con María Francisca Díaz de Mendoza y Aguado. Le sucedió su hijo:
- Juan O'Donnell y Díaz de Mendoza,iv duque de Tetuán grande de España.

Sin descendientes. Le sucedió su hermana:
- Blanca O'Donnell y Díaz de Mendoza, v duquesa de Tetuán grande de España, iv condesa de Lucena.

Le sucedió su primo hermano, hijo de Leopoldo O'Donnell y Vargas, hermano del iii duque, y de su esposa Mariana de Lara y de las Casas:
- Leopoldo O'Donnell y Lara (1915-2004), vi duque de Tetuán grande de España, v conde de Lucena, vii marqués de las Salinas.

Casó con María del Consuelo Duque de Estrada y Moreno. Le sucedió su hijo:
- Hugo O'Donnell y Duque de Estrada (n. en 1948), vii duque de Tetuán grande de España, vi conde de Lucena.

Casó con María de la Asunción Armada y Diez de Rivera.